# Roman Starczenko
Roman Leonidowicz Starczenko, ros. Роман Леонидович Старченко (ur. 12 maja 1986 w Ust-Kamienogorsku, Kazachska SRR) – kazachski hokeista, reprezentant Kazachstanu.

## Kariera
- Barys Astana (2003-2004)
- Kazcynk-Torpedo (2004-2008)
- Barys Astana (2008-2019), Barys Nur-Sułtan (2019-2022)
- Spartak Moskwa (2022-)

Wychowanek Torpedo Ust-Kamienogorsk. Od 2008 roku ponownie zawodnik klubu Barys Astana. Od połowy 2013 związany trzyletnim kontraktem. W lipcu 2022 przeszedł do Spartaka Moskwa.
Uczestniczył w turniejach Zimowej Uniwersjady 2007, zimowych igrzysk azjatyckich w 2011 oraz mistrzostw świata w 2006, 2008, 2009, 2010, 2011, 2012, 2013, 2014, 2015, 2016, 2017, 2018, 2021, 2022.

## Sukcesy
Reprezentacyjne
- Brązowy medal Zimowej Uniwersjady: 2007
- Złoty medal zimowych igrzysk azjatyckich: 2011
- Awans do MŚ Elity: 2009, 2011, 2013, 2015

Klubowe
- Złoty medal mistrzostw Kazachstanu: 2007 z Kazcynk-Torpedo, 2009 z Barysem Astana 2005
- Srebrny medal mistrzostw Kazachstanu: 2006 z Kazcynk-Torpedo
- Brązowy medal mistrzostw Kazachstanu: 2008 z Kazcynk-Torpedo
- Puchar Kazachstanu: 2007 z Kazcynk-Torpedo

Indywidualne
- Mistrzostwa Świata Juniorów w Hokeju na Lodzie 2006/I Dywizja#Grupa B:
  - Trzecie miejsce w klasyfikacji strzelców turnieju: 3 gole[3]
  - Czwarte miejsce w klasyfikacji asystentów turnieju: 3 asysty[4]
  - Trzecie miejsce w klasyfikacji kanadyjskiej turnieju: 6 punktów[5]
- Kazachska liga w hokeju na lodzie 2006/2007:
  - Pierwsze miejsce w klasyfikacji kanadyjskiej: 25 punktów
- Hokej na lodzie na Zimowych Igrzyskach Azjatyckich 2011:
  - Pierwsze miejsce w klasyfikacji +/- turnieju: +21 ex aequo
  - Pierwsze miejsce w klasyfikacji strzelców turnieju: 10 goli
  - Drugie miejsce w klasyfikacji kanadyjskiej turnieju: 17 punktów
- Mistrzostwa Świata w Hokeju na Lodzie 2013/I Dywizja Grupa A:
  - Pierwsze miejsce w klasyfikacji strzelców turnieju: 5 goli
  - Pierwsze miejsce w klasyfikacji kanadyjskiej turnieju: 7 punktów
  - Skład gwiazd turnieju
- Mistrzostwa Świata w Hokeju na Lodzie 2014/Elita:
  - Jeden z trzech najlepszych zawodników reprezentacji na turnieju[6]
- Mistrzostwa Świata w Hokeju na Lodzie 2015/I Dywizja#Grupa A:
  - Pierwsze miejsce w klasyfikacji strzelców turnieju: 4 goli[7]
  - Pierwsze miejsce w klasyfikacji kanadyjskiej turnieju: 6 punktów[8]
  - Pierwsze miejsce w klasyfikacji +/- turnieju: +8[9]
  - Skład gwiazd turnieju[10]
  - Najlepszy napastnik turnieju[11]
  - Najbardziej Wartościowy Zawodnik (MVP) turnieju[12]
  - Jeden z trzech najlepszych zawodników reprezentacji w turnieju[13]
- Mistrzostwa Świata w Hokeju na Lodzie 2018/I Dywizja#Grupa A:
  - Pierwsze miejsce w klasyfikacji strzelców turnieju: 6 goli[14]
  - Pierwsze miejsce w klasyfikacji kanadyjskiej turnieju: 8 punktów[15]
  - Skład gwiazd turnieju[16]
- KHL (2019/2020):
  - Najlepszy napastnik miesiąca - grudzień 2019[17]